# ۶-فسفوگلوکونیک اسید
۶-فسفوگلوکونیک اسید (به انگلیسی: 6-Phosphogluconic acid) با فرمول شیمیایی C۶H۱۳O۱۰P یک ترکیب شیمیایی با شناسه پاب‌کم ۴۲۲ است. که جرم مولی آن ۲۷۶٫۱۳۵ g/mol می‌باشد. 